# Manu Chao
José Manuel Tomás Arturo Chao Ortega (París, 21 de junio de 1961) más conocido como Manu Chao, es un cantante, compositor, músico y productor discográfico francoespañol. Fue líder de la banda Mano Negra y actualmente desarrolla una carrera como solista.
Es hijo del periodista y escritor español Ramón Chao y sobrino del escritor y teólogo Xosé Chao Rego.
Comenzó su carrera musical en París, como músico callejero y tocando en grupos como Hot Pants y Los Carayos, que combinaban una variedad de lenguajes y estilos musicales. Con algunos amigos y su hermano Antoine Chao, fundó la banda Mano Negra en 1987, logrando un éxito considerable, sobre todo en Europa y América Latina. Se convirtió en solista después de su disolución en 1995, y desde entonces ha estado de gira regularmente con su banda en vivo, Radio Bemba. Decidió asentarse en Barcelona.
Es conocido por sus ideales políticos y por su abierto apoyo a diversas causas sociales. Muchas de sus canciones hablan sobre el amor, la vida en los guetos y la inmigración, dado que la familia del cantante emigró de España a Francia durante los años de la dictadura de Franco. Su mejor amigo, Jorge Abascal, fue de gran influencia en sus ideas políticas vinculadas al anarquismo, que pueden verse reflejadas en muchas de sus canciones, especialmente en «Clandestino».
Canta y habla en francés, catalán, español, inglés, gallego, portugués y ocasionalmente en otros idiomas.

## Infancia
Su madre, Felisa Ortega, es de Bilbao, País Vasco, y su padre, el escritor y periodista Ramón Chao, de Villalba, Galicia. Su padre obtuvo el Premio de Virtuosismo de Piano en 1955 y ese mismo año recibió una beca del gobierno de España para estudiar piano en Francia. Poco después del nacimiento de Manu, se trasladaron a las afueras de París, y Manu pasó la mayor parte de su infancia en Boulogne-Billancourt y en Sèvres. Creció rodeado de muchos artistas e intelectuales conocidos de su padre. Chao cita gran parte de su experiencia de infancia como inspiración para algunas canciones.[cita requerida]

## Carrera

### Primeros años
A los catorce años tuvo su primer grupo, llamado Joint de Culasse, con su hermano Antoine (llamado «Tonio del Borño») y su primo Santiago Casariego (llamado Santi). Una década más tarde, influidos por la escena punk de UK, especialmente por bandas como The Clash, The Jam y Dr. Feelgood, Chao y otros músicos formaron el grupo de rockabilly Hot Pants. El grupo lanzó un demo titulado Mala Vida en 1984, que recibió muchos elogios de la crítica local pero no la proyección esperada. Para la época en que el grupo lanzó su primer álbum (1986), la escena de música alternativa parisina estaba prácticamente agotada. Manu, su hermano Antoine y su amigo Alain (del grupo Les Wampas) formaron Los Carayos para fusionar este sonido con el punk y los estilos de rockabilly de los Hot Pants. Los Carayos duró ocho años y publicó tres álbumes en los primeros dos, seguidos por un cuarto en 1994.[cita requerida]

### Mano Negra

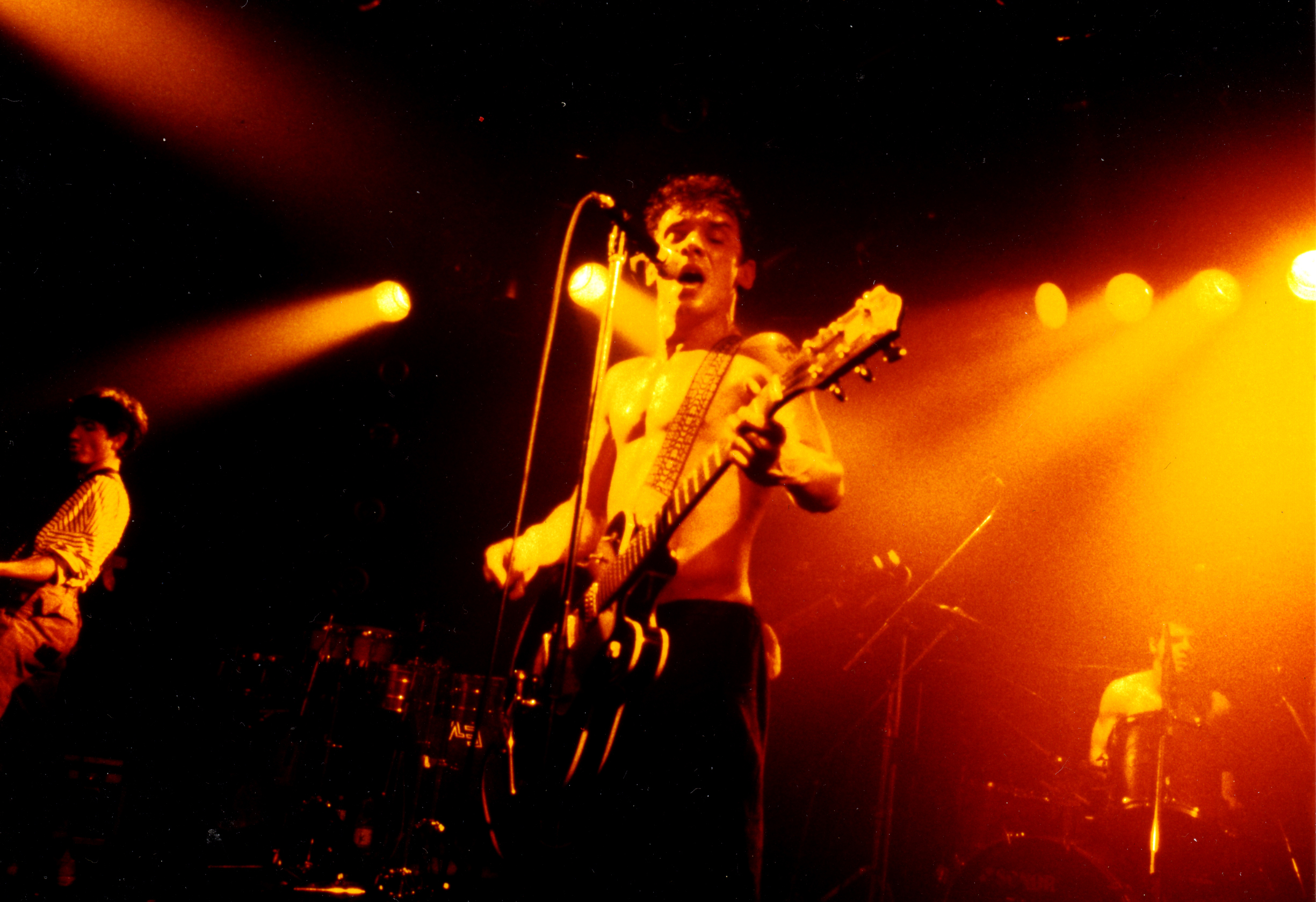
Manu Chao tocando junto a Mano Negra, presentándose en el club quatro, Shibuya, Tokio (1990). La banda, formada por Chao, su hermano Antoine y su primo Santiago Casariego en París, fue muy influyente en Europa y América Latina durante la década de 1990. Alcanzó éxito comercial en lugares como Países Bajos, Bélgica, Alemania e Italia.

En 1987, formó Mano Negra, un heterogéneo combo multiétnico, junto con su hermano Antoine (trompetista) y su primo Santiago Casariego (batería). Empezaron tocando en el metro de París y enseguida llamó la atención su explosiva combinación de músicas: rock, rumba, hip-hop, salsa, raï y punk, cantadas en francés, español, inglés y árabe. Manu escribía las canciones y era el líder visible del grupo. En junio de 1988 publicaron su primer disco, titulado con el nombre con que bautizaron su peculiar estilo: Patchanka. La enérgica rumba «Mala Vida» fue su presentación, y el grupo pronto se ganó una merecida reputación de banda de directo electrizante.
En 1989, con la multinacional Virgin, publicaron el disco Puta's fever, que les abrió el mercado mundial gracias al sencillo «King Kong Five», un ejemplo de crossover (mezcla de hip-hop y guitarras hardcore). Saludados por un crítico estadounidense como «lo mejor que ha salido de Francia desde Brigitte Bardot», se convirtieron en una de las bandas más importantes de Europa. King of Bongo (1991), cantado en su mayor parte en inglés, fue su álbum más orientado al rock. Sin embargo, tras una gira por Estados Unidos como teloneros de Iggy Pop, sus intereses se concentraron en Latinoamérica.
El sonido de Mano Negra generalmente se caracteriza por ritmos enérgicos, animados, simbolizados por el título de su primer álbum, Patchanka, sacado de la palabra «pachanga» (término coloquial para designar la fiesta) y una informalidad distinta que permite que el auditorio esté implicado y sienta de cerca su sonido. Los géneros de música variados están presentes en todos sus álbumes.[cita requerida]

### Disolución del grupo y éxito en solitario
En 1992, Mano Negra y la compañía de teatro Royal de Luxe alquilaron un barco con el que realizaron una gira por ciudades costeras de Brasil, Venezuela, México y República Dominicana. Durante aquella experiencia, los miembros de Mano Negra oyeron hablar de unas vías ferroviarias abandonadas en Colombia y ellos mismos repararon un tren para recorrerlas, actuando en pueblos de la selva donde nunca antes había llegado ninguna banda. La aventura, que relató el propio Ramón Chao, su padre, en el libro Tren de fuego y hielo, fue tan extenuante que acabó por exacerbar las tensiones en una banda ya inestable de por sí (variaba entre ocho y doce miembros).

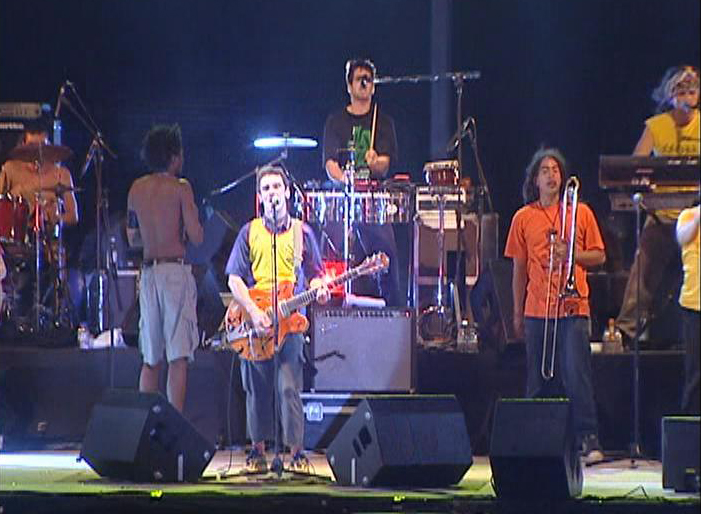
Luego del éxito de sus dos primeros discos en solitario, Chao rompió con Virgin Records, su casa de discos desde los tiempos de Mano Negra. Fue su forma de protestar por los despidos en el marco de la fusión con EMI y de marcar su voluntad de independencia.

Tras publicar Casa Babylon (1994), Mano Negra se disolvió. Manu y algunos miembros de la banda actuaron entonces bajo el nombre de Radio Bemba, por culpa de disputas legales derivadas de la separación. Sin domicilio fijo y siempre dispuesto a colaboraciones externas (los mexicanos Tijuana No! los brasileños Skank, los argentinos Karamelo Santo o los españoles Amparanoia y Tonino Carotone, entre muchos otros), preparó Clandestino, su primer disco en solitario, publicado en 1998. Concebido como un carné de viaje, fue grabándolo en diferentes países con su estudio portátil, incluyendo colaboraciones de músicos locales ―como la panderetera y cantante gallega Josefa de Bastavales― o selecciones de noticiarios radiados u otros discos. La música resultante difiere drásticamente de Mano Negra; las canciones se interpretaron principalmente en español, con muchas menos pistas en francés, y el estilo musical había cambiado del punk y alternativos al calle vibe que Chao estaba buscando. Aunque no fue un éxito instantáneo, el álbum ganó un seguimiento constante en Francia, con éxitos como «Bongo Bong» y «Clandestino», y el trabajo finalmente ganó el premio al mejor álbum de música World en los premios Victoires de la Musique de 1999. El éxito de Clandestino en todo el mundo, con más de tres millones de ejemplares vendidos, no hizo que Manu volviera a plantearse una gira convencional. Al contrario, se embarcó en la inclasificable Feira das mentiras, un espectáculo circense con el que recorrió el norte de España.[cita requerida]
A pesar de cuatro años de relativo silencio y alejado de los medios, cuando en 2000 publicó Próxima estación... Esperanza, su dimensión social no había dejado de crecer; las canciones de Clandestino, saludadas por The New York Times como la «música del siglo XXI», se cantaban en las calles de España durante las protestas contra la ley de Extranjería a principios de 2001. El nuevo disco, grabado esta vez con una banda estable, no era tan sólido como el anterior, pero la repetición de la fórmula (raíces latinas, unas pocas y sencillas tramas rítmicas sobre las que va desgranando melodías en diversos idiomas) funcionó para mantenerlo como uno de los artistas más populares e incluso como uno de los líderes de opinión de nuestra era.
En 2012, la revista Rolling Stone seleccionó a Próxima estación... Esperanza entre los mejores 500 álbumes de todos los tiempos, en el puesto 474 de la prestigiosa lista. En la revisión de 2020 de esta misma lista, Próxima estación... Esperanza fue sustituido por el álbum Clandestino en el puesto 469.
En su gira de 2001, la capacidad de convocatoria de Manu Chao se manifestó en ciudades de toda Europa y en Nueva York, donde quedó pequeño el recinto del Central Park donde actuó. En el concierto gratuito en la plaza de Cataluña, de Barcelona, se aglomeró tal cantidad de gente (se estima que unas 90 000 personas) que el lugar se desbordó y sus accesos quedaron bloqueados al tráfico. A lo largo de su gira, sin embargo, la prensa lo interrogó más sobre su activismo político y la estatura casi mítica que estaba adquiriendo su figura: viajero impenitente, miembro del movimiento Attac, simpatizante de los zapatistas y de la legalización de la marihuana, impulsor de un sinfín de proyectos, etcétera. El álbum fue un éxito instantáneo, y condujo a una exitosa gira que dio como resultado el álbum en vivo  Radio Bemba Sound System (2002).
Dos años más tarde, Chao volvió a sus raíces francesas con el álbum cantado completamente en francés: Sibérie m'était contéee. Se trata de un disco-libro con ilustraciones del dibujante polaco Wozniak. Originalmente fue un proyecto gráfico que nació del encuentro con el dibujante, pero rápidamente se puso de manifiesto la necesidad de un acompañamiento musical, traducida en la composición de veintitrés canciones.[cita requerida]
El siguiente álbum de Manu Chao, La Radiolina (literalmente, la pequeña radio en italiano, pero también radio de bolsillo), se lanzó el 17 de septiembre de 2007, y se mantuvo fiel a sus principios anticonvencionales y a sus mensajes políticos. Este fue el primer lanzamiento internacional desde el álbum de 2001, Próxima estación: Esperanza. «Rainin in Paradize» fue el primer sencillo del álbum, disponible para su descarga en su web antes del lanzamiento del álbum. Su canción «Me llaman Calle», escrita para la película de 2005 Princesas, ganó un Goya a la Mejor Canción Original; la revista Time la clasificó en el puesto n.º 8 de las 10 mejores canciones de 2007.[cita requerida]

### Otras obras

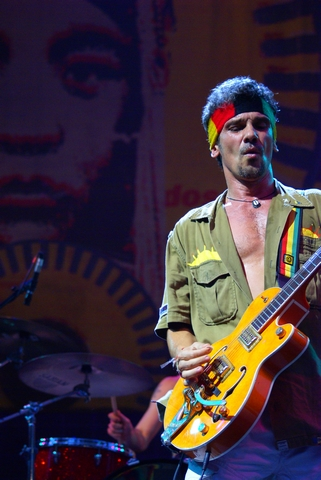
Manu Chao

En 2003, se acercó al dúo Amadou & Mariam, y al año siguiente produjo su álbum Dimanche à Bamako (Domingo en Bamako). Su canción «La vida tómbola» se incluyó en el documental Maradona, del cineasta Emir Kusturica (2008). Manu Chao y Tonino Carotone realizaron el tema musical «La Trampa« para la comedia Drew Carey's Green Screen Show. Las canciones «Bongo Bong» y «Je ne t'aime plus», que aparecen en el álbum Clandestino, fueron versionadas por los cantantes británicos Robbie Williams y Lily Allen, quienes las registraron como una sola canción, «Bongo Bong and Je Ne T'Aime Plus», lanzada como sencillo del álbum Rudebox. Dedicó una canción a Colombia, titulada «Soñé Colombia» en la que hace un recorrido por el país.[cita requerida]

## Controversias

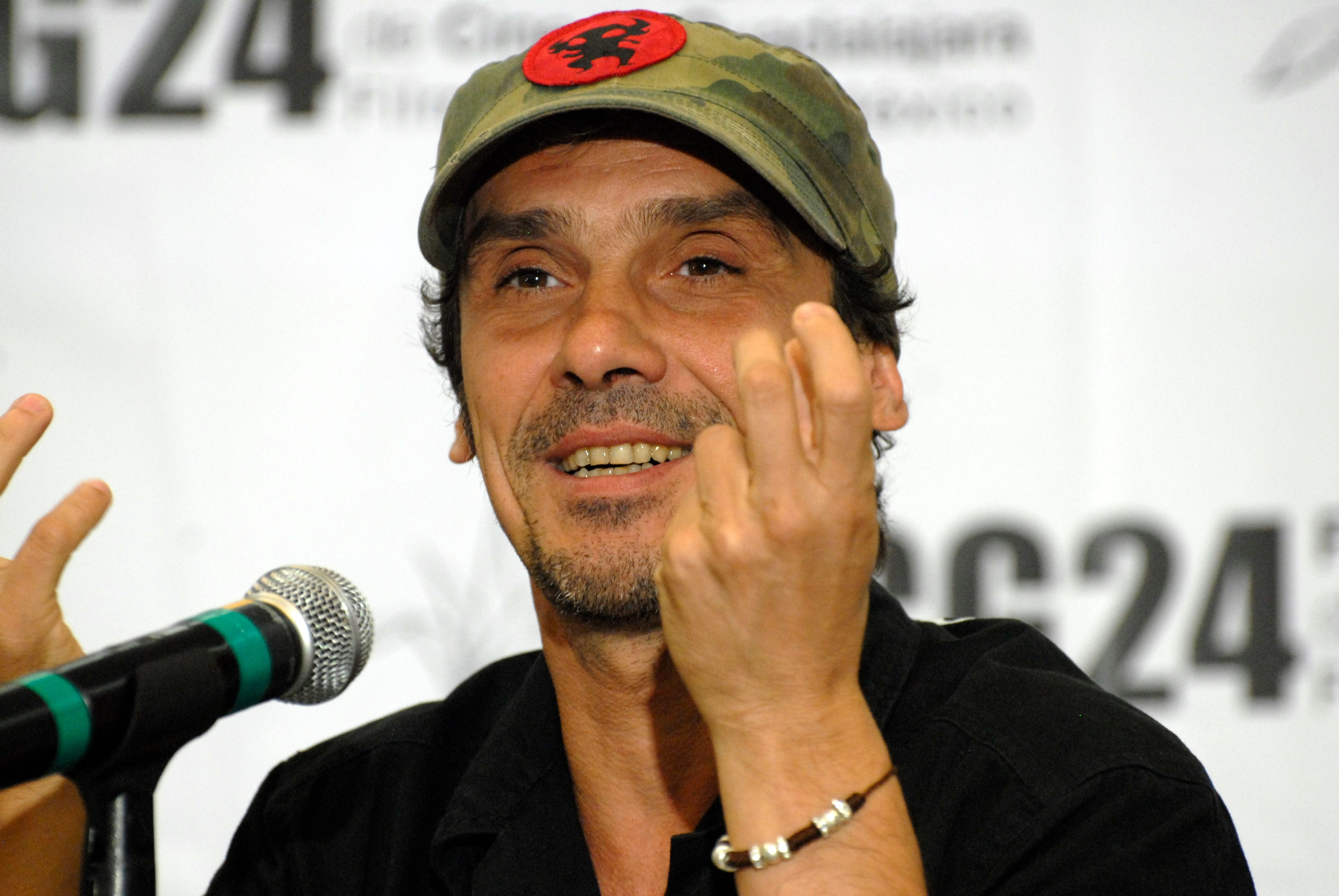
24/03/09 El cantante y activista social Manu Chao en la rueda de prensa donde habló de muchos temas entre ellos música, política y cine.Festival Internacional de Cine de Guadalajara.

La empresa Metro de Madrid, que gestiona el servicio de suburbano de la ciudad de Madrid (España), interpuso una denuncia contra Manu Chao en 2001 por utilizar en el álbum Próxima estación... Esperanza el sonido de la megafonía del suburbano madrileño que anuncia la estación de metro Esperanza. Chao tuvo que indemnizar económicamente a los dos locutores del anuncio.
El 15 de abril de 2009 fue investigado por las autoridades migratorias de México por pronunciarse en contra del Estado mexicano, responsable de los disturbios de Atenco de 2006 en San Salvador Atenco, que dejaron 2 muertos y 113 campesinos sentenciados con penas que oscilan entre los 75 y los 115 años de prisión, por el delito de no acatar la autoridad policial. Manu Chao se encontraba en México, ya que estaba participando en el Festival Internacional de Cine de Guadalajara, donde presentó algunas películas en el ciclo Cinelandia. Debido a la investigación, Manu no se presentó el último día del festival, aunque nunca se le notificó ni se le comprobó la acusación.
El 23 de diciembre de 2022, la Secretaría de Gobernación de México informó que desde 2009 Manu Chao se encontraba en una lista de personas non gratas en México (vetado, de conformidad con el artículo 35 de la Constitución Política de los Estados Unidos Mexicanos) y que, sin embargo, desde esa fecha (el 21 o 23 de diciembre de 2022, según lo que afirma cada fuente) todas las personas que se encontraban en la lista podrían volver a ingresar al país sin restricciones.

## Premios
- Mejor canción en la XX edición de los Premios Goya por "Me llaman Calle", de Princesas (2005).

## Discografía

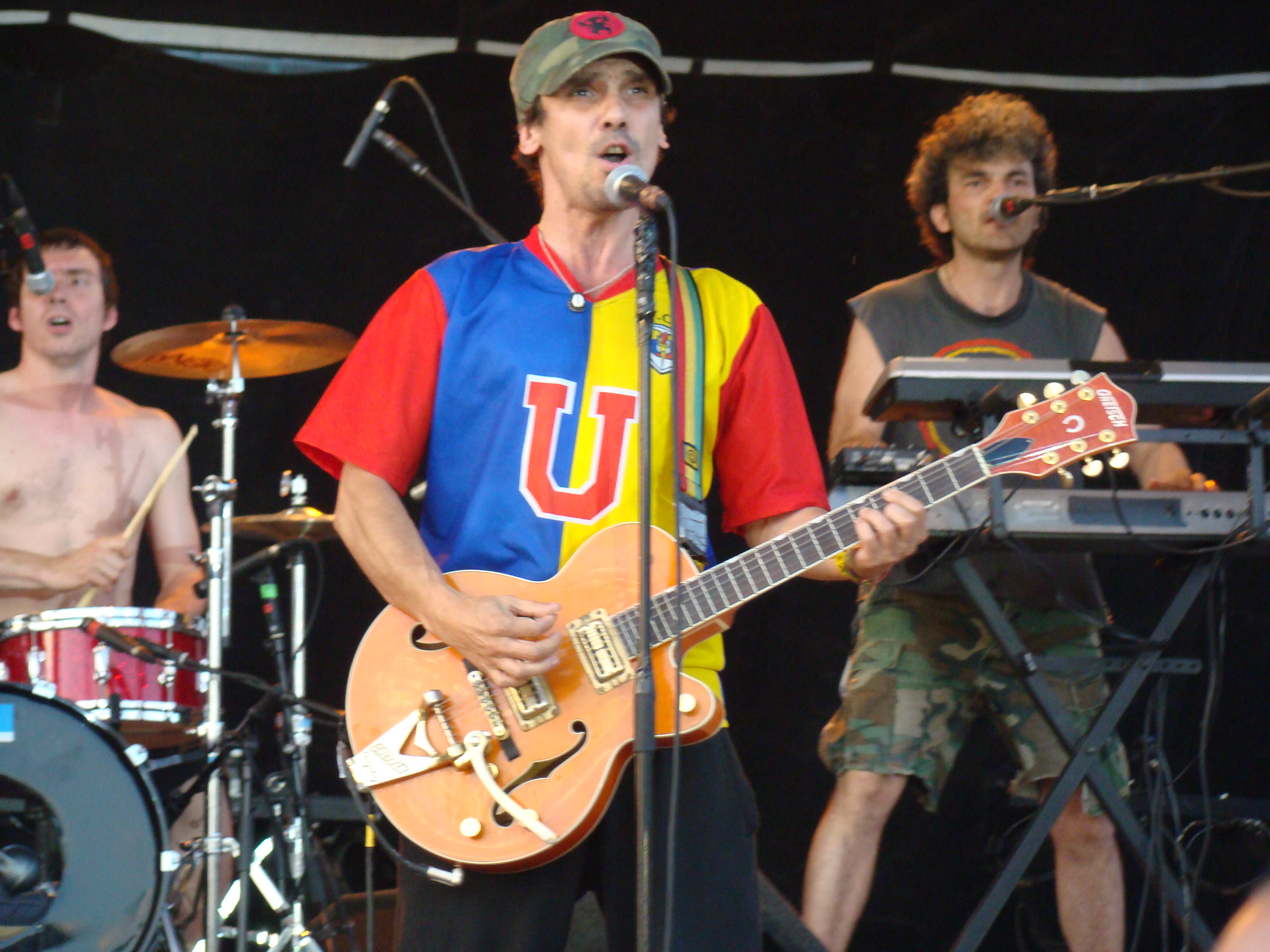
Manu Chao.

### En Joint de culasse
- 1982 - Superboum Rock and Roll

### En Hot Pants
- 1984 - Demo (Casete)
- 1985 - So many nites (sencillo)
- 1985 - Hot Chicas (compilación)
- 1986 - Loco mosquito

### En Los Carayos
- 1985 - Hot Chicas (compilación)
- 1986 - Ils ont osé!
- 1987 - Les pages rouges du Bottin
- 1987 - Persistent et signent
- 1990 - Au prix où sont les courges

### En Mano Negra

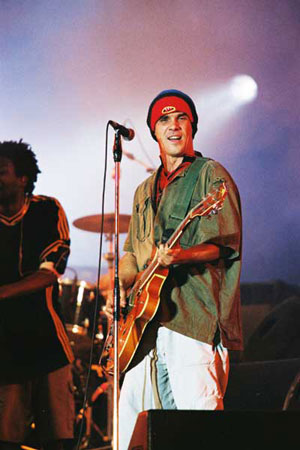
Manu Chao.

- 1988 - Patchanka
- 1989 - Puta's fever
- 1991 - King of Bongo
- 1991 - Amerika Perdida
- 1992 - In the Hell of Patchinko
- 1994 - Casa Babylon
- 1994 - Bande Originale du Livre
- 1998 - Best of Mano Negra
- 2005 - Lo Mejor De La Mano Negra

### Como solista
- 1998 - Clandestino (Esperando la última ola...)
- 2001 - Próxima estación... Esperanza
- 2002 - Radio Bemba Sound System
- 2004 - Sibérie m'était contéee
- 2007 - La Radiolina
- 2009 - Baionarena
- 2024 - Viva Tu

### Otros discos
- 2008 - Estación México. Grabado en un concierto clandestino en el Foro Alicia y exclusivo a la venta sólo en México y a beneficio del EZLN y de los presos políticos de San Salvador Atenco.
- 2022 - Manu Chao & Chalart58 - Inna Reggae Style (La Panchita Records & Radio Bemba 2022). LP con los trabajos de Manu Chao y Chalart58 desde 2017 hasta 2021. En este vinilo se recopilan las canciones que hicieron mano a mano los dos artistas, en las que también encontramos las colaboraciones con Sr. Wilson, Cedric Myton, Josep Blanes y High Paw.

### Internet
Live bonus publicados en manuchao.net
- Live Bruselas, Bélgica 2003
- Live Tokyo, Japón 2010

## Vídeos

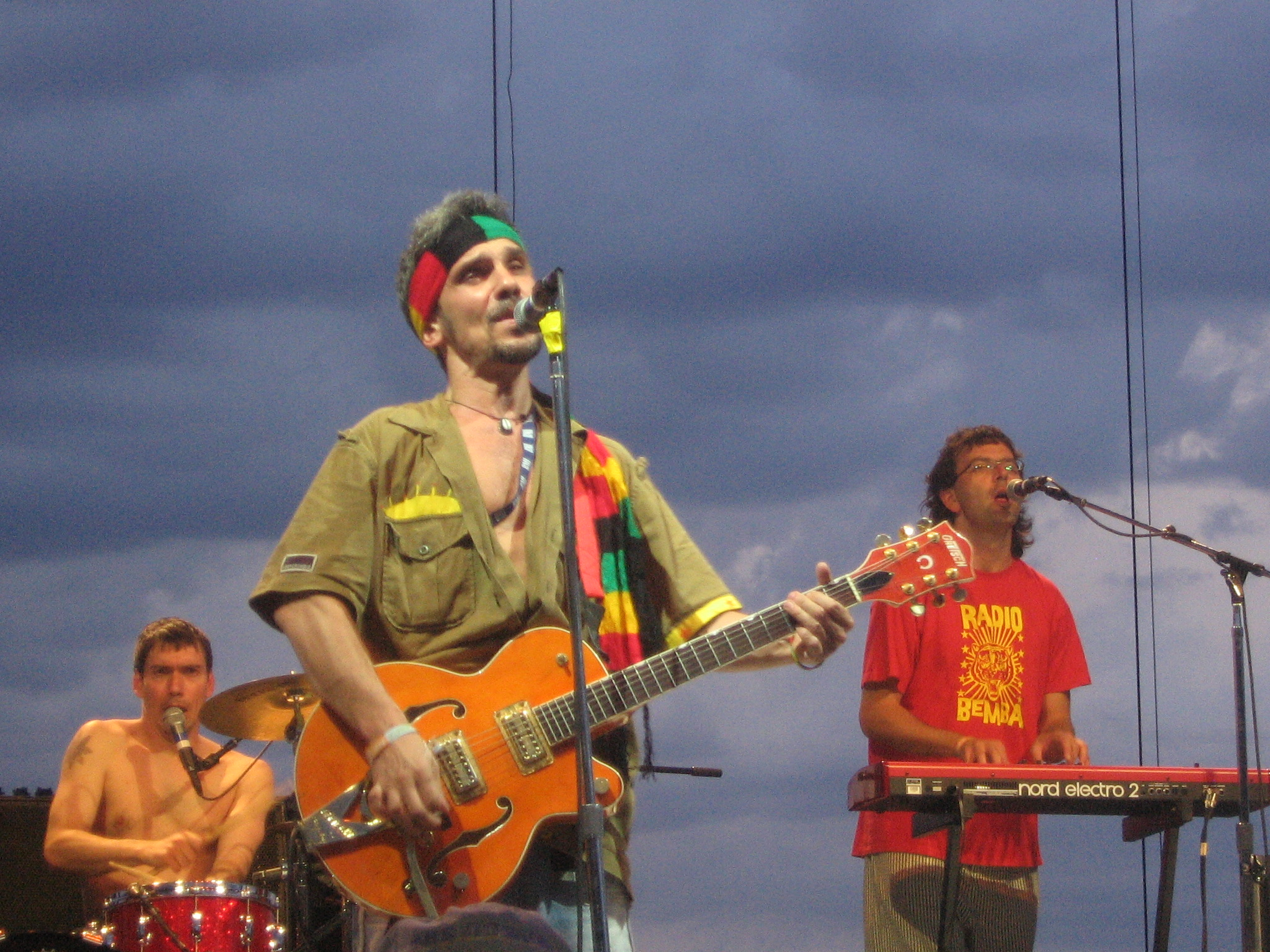
Manu Chao.

### DVD
- 2002 - Babylonia en Guagua
- 2005 - Mano Negra: Out of time
- 2009 - Baionarena

## Medios

### Televisión
Conciertos retransmitidos en canales de televisión
- Extractos: "El viento", Tijuana, 2000

- Extractos: "El viento", live La Cigale, París, Francia, 2001

- Extractos: "Machine gun", París, Francia, 2001

- Live glastonbury, UK 2002

- Extractos: Live Marseille, Francia, 2002

- Extractos: Live festival Son Latinos, Tenerife, España 2003

- Live Buenos Aires, Argentina 2005

- Live Caracas, Venezuela 2006

- Extractos: "Mr. Bobby", Werchter, Bélgica 2006

- Live México, Zócalo de la Ciudad de México, 2006

- Live festival coachella, USA 2007

- Live festival tempo latino, Francia 2007

- Live glastonbury, UK 2008

- Extractos: "la vida tombola", Paléo Festival Nyon, Suiza 2008

- Live exit festival, Serbia 2008

- Extractos: "Romerito verde", Perm, Rusia 2011

- Extractos: "mr bobby", "dia luna dia pena", Paléo Festival Nyon, Suiza 2012

- Extractos: live Bogotá, Colombia 2012

Music TV show
- Hora Prima, MTV Latino 1998
- Nulle Part Ailleurs, Canal+ 1998
- La Musicale, Canal+ 2005
- Live concert privé, Canal+ 2007

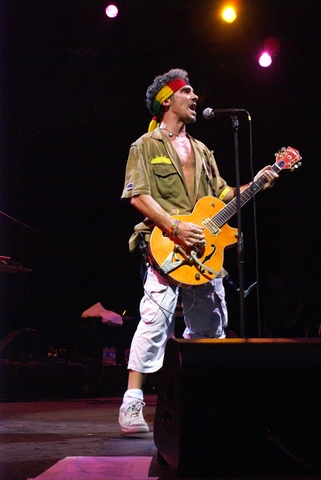
Manu Chao.

- Later... with Jools Holland, BBC 2007
- The henry rollins show 2007
- Live abbey road 2008
- One shot not, arte 2008
- Austin City Limits, 2008
- Le Grand Journal, Canal+ 2008
- Taratata, france télévision 2008

Documentales
- Giramundo tour, arte 2001
- Tracks, arte 2001
- Envoyé special: "Mnu Chao incognito", France 2, 2002
- Voyage à Bamako, M6, 2005 (DVD Paris Bamako, Amadou & Mariam)
- Malegria, 2007
- 66 minutes: Le projet fou de Manu Chao, M6 , 2008
- A corazón, herman@, grabado en 1998 por Kike Babas y Kike Turrón con motivo del lanzamiento del álbum Clandestino

### Radio
Conciertos difusión

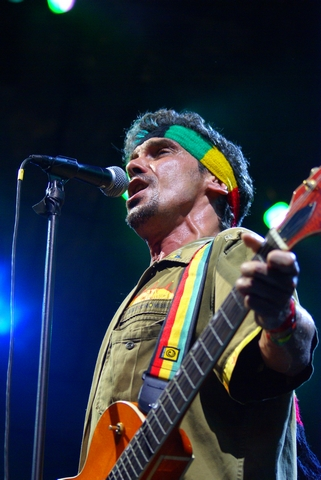
Manu Chao.

- Live Roskilde festival, Dinamarca 2001
- Live, new york, USA 2001
- extractos : Live Wiesen festival, Austria 2001
- Live Gurtenfestival, Suizo 2001
- Live Paleo festival, Suizo 2001
- Live (+ entrevista)  Esperanzah festival, Bélgica 2007
- Live Way Out West Festival, Suecia 2007

Emisiones radios
- Live, Radio Nova, 1998
- Live, Radio Popolare, 1999
- Entrevista, Ondes de choc, France inter, 2001
- Live, KCRW, 2001
- Live, Club Lek, 3FM, 2002 (+ video streaming)
- Entrevista, Paroles et musique, RTL, 2002
- Entrevista, La bande passante, RFI, 2002
- Live, OÜI FM, 2002
- Live, RTL2, 2002
- Live, France Inter, 2002
- Entrevista, reportaje, "le tambour de Manu Chao", radio têtard (webradio), 2004
- Live, KCRW, 2007
- Live à la Boule Noire, concert privé, OÜI FM, 2007
- Live studio 104, France inter, 2007
- Live, entrevista, "Le Contrôle Discal", Radio Nova, 2008 (+ video streaming)
- Live, entrevista, RTL, 2008
- Live, KCRW, 2010 (+ video streaming)
- Reportaje, Pop Etc, France Inter, 2013
- Live, NRK, 2016 (+ video streaming)

## Colaboraciones

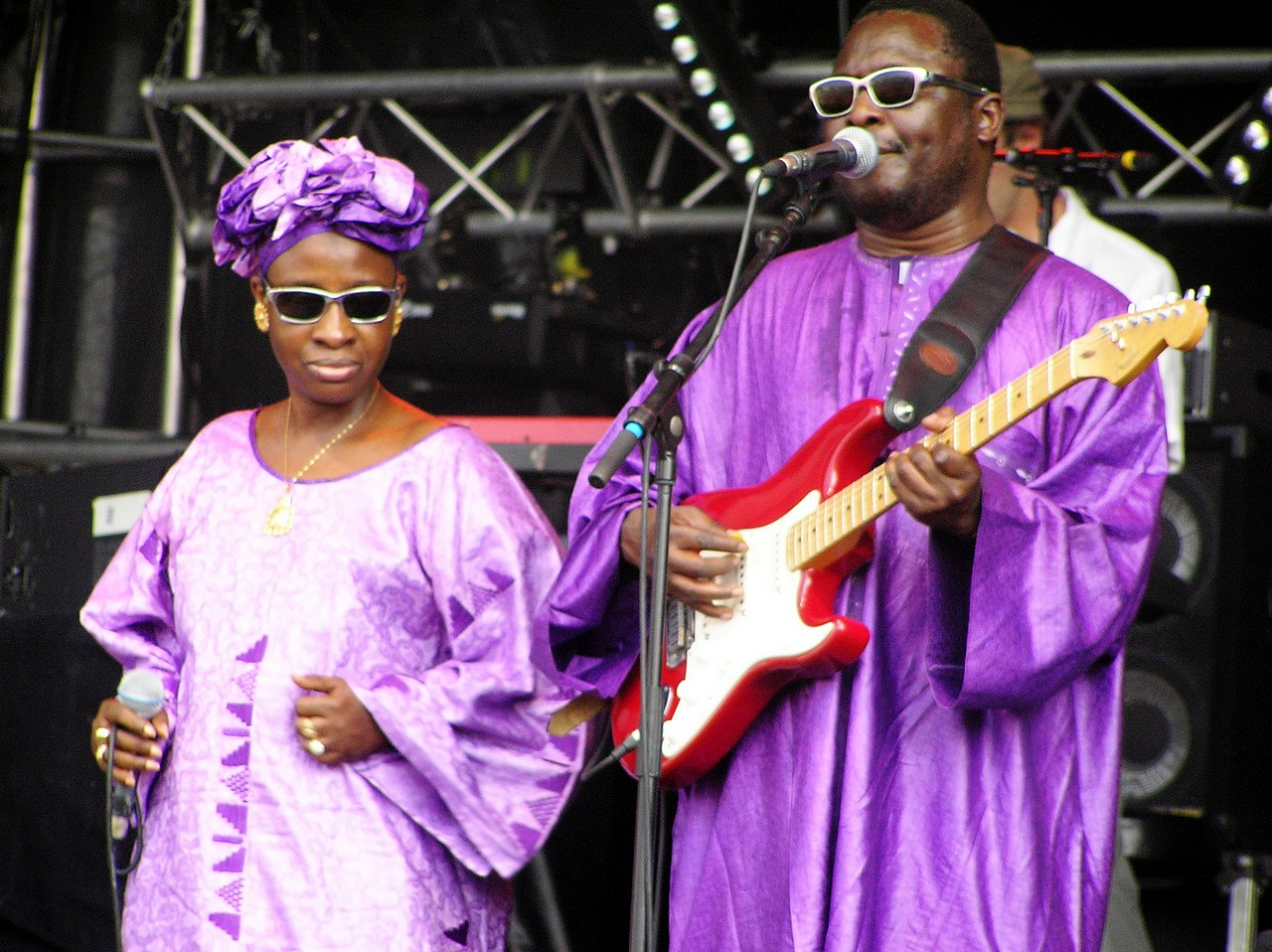
Amadou & Mariam Amadou.

- Todos Tus Muertos: "Alerta Guerrillas" (Dale aborigen, 1994)
- Todos Tus Muertos: "Hijo Nuestro" (Dale aborigen, 1994)
- Joaquín Sabina: "No sopor... no sopor..." (Yo, mi, me, contigo, 1996)
- Todos Tus Muertos: "Todo lo daría" (El camino real, 1997)
- Anouk: "Politik" (Automatik Kalamity, 1997)
- Idir: "A Tulawin (Une Algérienne Début)" (1999)
- Karamelo Santo: "La Picadura" y "El Reo" (Los Guachos, 2000)
- Tonino Carotone: "Me cago en el amor" (Mondo difficile, 2000)
- Noir Désir: "Le vent nous portera" (Des visages et des figures, 2001)
- Amadou et Marian: "Senegal Fast Food" (2005)
- Smod: "Ça Chante" (2009)
- Tokyo Ska Paradise Orchestra: "Let me come the river flow" (Walkin', 2012)
- Dr. Krapula: "Seinekvn" (Ama-Zonas, 2014)
- La Colifata: "Siempre fui loco" (La Colifata 2002 - Recopilatorio, 2002)
- Karamelo Santo: "La Picadura" (Los Guachos 2002, 2002)
- Doctor Krapula: "Seinekvn" (Ama-Zonas, 2014)
- Playing for change: "Clandestino" 2017, "One love" 2009
- Skakeitan: "Lerro Hutsen Artean" (Galerari 2016)
- Gaspar OM: "Tengo Mezcla / Maneiras" 2019
- Karol G - Viajando por el mundo (2025)